# ديفن غاردنر
ديفن غاردنر (بالإنجليزية: Devin Gardner)‏ هو لاعب كرة قدم أمريكية أمريكي، ولد في 14 ديسمبر 1991 في ديترويت في الولايات المتحدة.